# 02 (album)
02 è il terzo album di Son of Dave inciso nel 2006.
Contiene otto brani originali e tre cover (Crossroad Blues di Robert Johnson, Rollin' and Tumblin'  e Mannish Boy di Muddy Waters).

## Tracce
1. Leave Without Runnin' – 3:24
2. Goddamn – 3:30
3. Get You Back – 2:13
4. San Francisco – 4:10
5. Devil Take My Soul (feat. Martina Topley-Bird) – 4:16
6. Crossroad Blues – 3:48
7. I Got What You Need – 3:48
8. Crickets – 0:51
9. Life Is So Easy Now – 4:16
10. Rollin' and Tumblin' – 3:30
11. Mannish Boy – 4:11